# Sankce Organizace spojených národů
Organizace spojených národů může ve výjimečných případech uplatnit vůči některé ze svých členských zemí sankce. O těchto sankcích rozhoduje Rada bezpečnosti OSN. Jedná se o omezení obchodu a výměny ve vojenské, ekonomické či finanční oblasti; někdy jsou uplatňovány ale i sankce sportovní. OSN může rovněž udělit zákaz cestování některým osobám.[zdroj?]
Sankce jsou uplatňovány podle Charty OSN, resp. její VII. Kapitoly. Cílem sankcí je vždy udržení míru a bezpečnosti v mezinárodním měřítku.
Sankce jsou uvalovány především na obchod se zbraněmi, ale mohou být i ekonomické povahy, je-li bezpečnostní situace v regionu vážně ohrožena. Zastavení mezinárodního obchodu má donutit vládu země odstoupit od dosavadní politiky a jednat s mezinárodním společenstvím o řešení případné krize. Význam těchto sankcí bývá občas zpochybňován[zdroj?], neboť v řadě zemí fungoval i přes dlouhodobé embargo ať už vojenské, či ekonomické povahy odsouzený a zavrhovaný režim celá léta, ba dokonce desítky let.
V roce 1992 vyhlásila Rada bezpečnosti OSN velmi přísné sankce například vůči SR Jugoslávii, zahrnující přerušení veškerého obchodu země se zahraničím, a dokonce i zákaz účasti tamních sportovců na mezinárodních akcích. Dobře známy byly rovněž i sankce, které vyhlásila Rada bezpečnosti OSN proti Jihoafrické republice v roce 1961 na protest proti tamní politice apartheidu. Zákaz cestování uplatnila RB OSN vůči libyjskému prezidentovi Kaddáfímu, který byl svržen během Arabského jara a libyjské občanské válce. Velmi přísné sankce uplatňuje OSN např. v první polovině roku 2013 také proti Severní Koreji, která ambiciozně rozvíjí své raketové vojsko. V roce 2013 jsou stále platné sankce OSN vůči těmto zemím:[zdroj?] Demokratická republika Kongo, Pobřeží slonoviny, Korejská lidově demokratická republika, Eritrea, Írán, Irák, Libanon, Libérie, Libye, Somálsko, Súdán.